# Charles-Adolphe Wurtz
Charles-Adolphe Wurtz (Wolfisheim, 26 novembre 1817 – Parigi, 10 maggio 1884) è stato un chimico francese.

## Biografia
È ricordato soprattutto per la sua pluridecennale difesa della teoria atomica e per le sue idee sulle strutture dei composti chimici, che andavano contro lo scetticismo di chimici come Marcellin Berthelot ed Henri Sainte-Claire Deville.  È conosciuto dai chimici organici anche per la reazione di Wurtz, una reazione di accoppiamento dove due alogenuri alchilici reagiscono con il sodio per formare un nuovo legame carbonio-carbonio, e per aver scoperto l'etilammina, il glicole etilenico e la reazione aldolica. Wurtz fu anche un influente scrittore ed un educatore.
Il 2 gennaio 1881 divenne Socio dell'Accademia delle Scienze di Torino.

## Opere

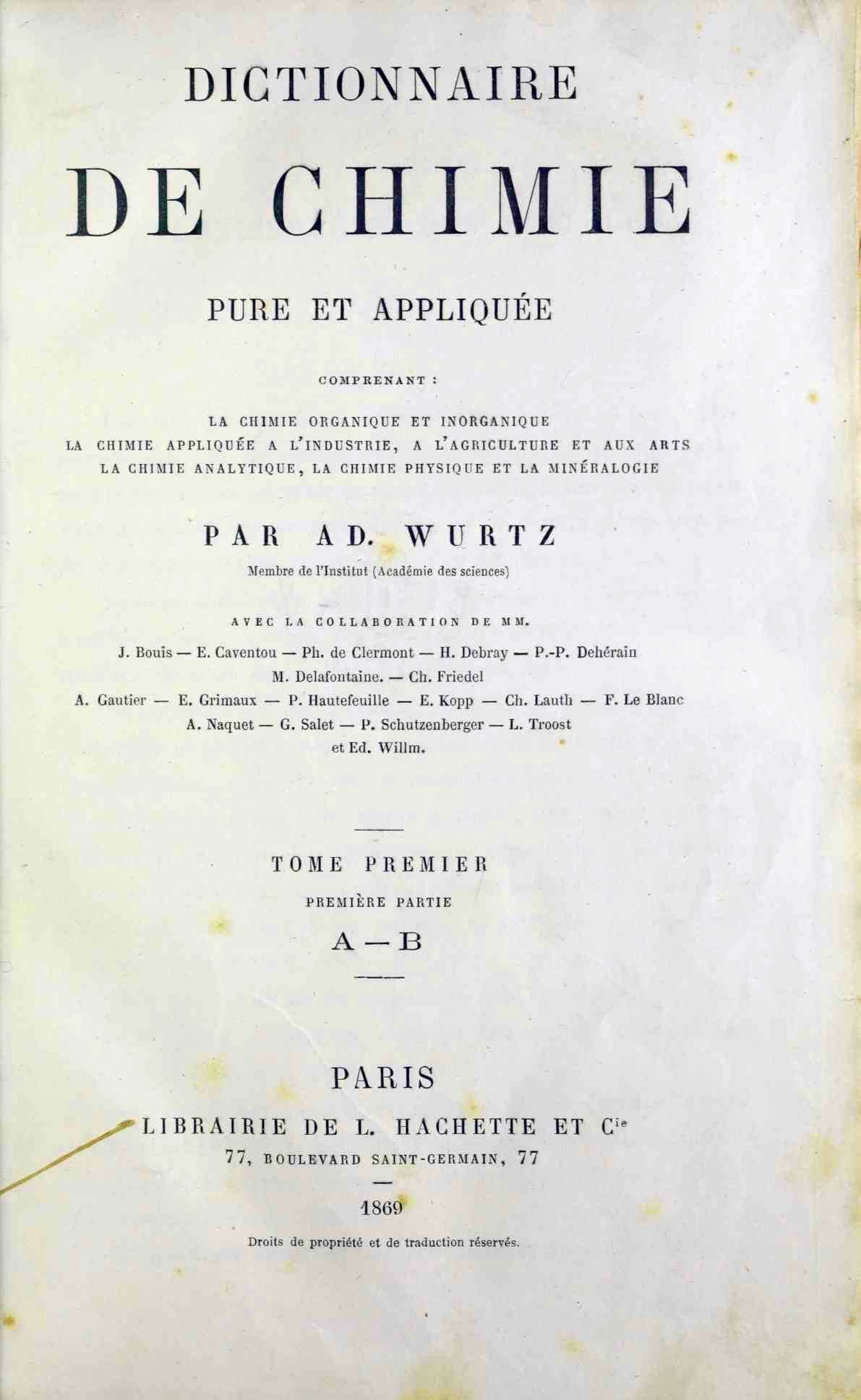
Dictionnaire de chimie pure et appliqueée, 1869

- (FR) Historie des doctrines chimiques, Paris, Hachette et C.ie, 1868.
- (FR) Dictionnaire de chimie pure et appliqueée, A-B, Paris, Hachette et C.ie, 1869.
  - (FR) Dictionnaire de chimie pure et appliqueée, C-G, Paris, Hachette et C.ie, 1870.
  - (FR) Dictionnaire de chimie pure et appliqueée, P-S, Paris, Hachette et C.ie, 1876.
  - (FR) Dictionnaire de chimie pure et appliqueée, S-Z, Paris, Hachette et C.ie, 1878.